# Ça s'est passé en plein jour
Pour plus de détails, voir Fiche technique et Distribution.
Ça s'est passé en plein jour (titre original en allemand : Es geschah am hellichten Tag) est un film helvetico-germano-espagnol réalisé par Ladislas Vajda et sorti en 1958.

## Synopsis
Suisse, canton de Zurich. Une fillette de huit ans est découverte assassinée. Deux autres meurtres similaires ont été commis dans le passé. La police arrête un colporteur auquel elle extorque des aveux, avant qu'il ne se pende dans sa cellule. Un policier inspecteur, à la veille de partir en mutation, décide de reprendre l’enquête, convaincu que l'assassin court toujours. Cela le mène à une route nationale, point commun entre les crimes. Sur cette route, le policier loue une station-service et y installe une mère et sa fillette comme appât.

## Fiche technique
- Titre original : Es geschah am hellichten Tag
- Réalisation : Ladislas Vajda
- Scénario : Friedrich Dürrenmatt, Hans Jacoby et Ladislas Vajda ; Friedrich Dürrenmatt l'exploitera ensuite pour écrire son roman La Promesse.
- Chef opérateur : Heinrich Gärtner
- Musique : Bruno Canfora
- Productions : C.C.C., Praesens, et Artistes Associés
- Pays de production :  Suisse /  État espagnol /  Allemagne de l'Ouest
- Lieux de tournage : Intérieurs : Studios C.C.C. (Berlin) - Extérieurs : en Suisse
- Genre : Policier
- Durée : 95 minutes
- Dates de sortie : 
  - Allemagne de l'Ouest : 9 juin 1958
  - Espagne franquiste : 12 février 1959 - Titre espagnol : El cebo
  - France : juin 1959

## Distribution
- Heinz Rühmann : l'inspecteur Matthäi
- Gert Fröbe : M. Schrott
- Sigfrit Steiner : le détective Feller
- Siegfried Lowitz : le sous-lieutenant Henzi
- Heinrich Gretler : le commandant de la police
- Michel Simon : Jacquier, marchand ambulant
- Berta Drews : Mme Schrott
- Ewald Balser : le professeur Manz
- Emil Hegetschweiler : le président de la commune
- María Rosa Salgado : Mme Heller, la maman de la fillette
- Anita von Ow : Annemarie Heller, la fillette
- Anneliese Betschart : l'institutrice
- Barbara Haller : Ursula Fehlmann, l'amie de Gritli Moser
- Hans Gaugler : M. Moser, le père de Gritli
- Margrit Winter : Mme Moser, la mère de Gritli
- Max Werner Lenz : l'instituteur de Gritli Moser
- Max Knapp : le paysan accusant Jacquier
- Ettore Cella : le propriétaire de la station d'essence
- Max Haufler : un hôte de l'auberge

## Voix françaises
- Abel Jacquin	(Ewald Balser )
- Anne Carrere 	(Rosa Maria Salgado)
- Claude Bertrand (aubergiste)
- Claude Peran (Sigfrit Steiner)
- Delia Col	(Berta Drews)
- Denise Bosc (Margrit Winter]
- Fernand Rauzena (Ettore Cella)
- Gérard Ferat (le pasteur)
- Jacques Berlioz (Heinrich Gretler)
- Jane Val (Anneliese Betschart)
- Jean Berton (automobiliste)
- Jean Brochard (Max Knapp)
- Jean Daurand (jomme accusateur)
- Jean Violette (flic)
- Michel François (Rene Magron)
- Michel Simon (lui-même)
- Paul Bonifas (commerçant)
- Pierre Leproux (Hans Gaugler)
- Richard Francoeur (Gert Fröbe)
- Roger Rudel (Siegfried Lowitz)
- Yves Furet (Heinz Rühmann)

- Version française : Société Parisienne de Sonorisation
- Adaptation française : Pierre-François Caillé

## Remake
- Le film The Pledge, réalisé en 2001 par Sean Penn avec Jack Nicholson, est adapté du même scénario dont Friedrich Dürrenmatt, qui était coscénariste, avait tiré un roman policier, La Promesse, paru en 1958 après la sortie du film.

## Critiques
« Après avoir montré la vanité des interrogatoires forcés employés par toutes les polices du monde, le film — tel un documentaire consacré à la police — s'attache à peindre les méthodes employées pour percer à jour une obscure affaire criminelle. »